# Eric Anders Cederström
Eric Anders Cederström, född 2 maj 1780 på Brunn i Ingarö socken, död 21 mars 1853 i Örebro, var en svensk friherre och militär.

## Biografi
Eric Anders Cederström var son till viceamiral Jacob Cederström och Anna Magdalena Sparre af Söfdeborg. Han blev fänrik vid Svea livgarde 1788, löjtnant där 1799 och kapten vid Dalregementet 1805. Cederström deltog i fälttåget i Pommern 1807 och 1808 års norska fälttåg. Han blev överadjutant och major i armén 1809, kammarherre hos drottningen samma år och major vid Dalregementet. Cederström deltog i fälttågen i Tyskland 1813 och Norge 1814. Han blev förste major 1814, överstelöjtnant samma år och erhöll 1817 avsked med tillstånd att kvarstå som överstelöjtnant i armén. År 1822 blev Cederström förste major vid Närkes regemente, överste i generalstaben 1825, adjutant hos kungen 1827 och kabinettskammarherre 1828. Han var överste och chef för Norra skånska infanteriregementet 1833–1852 och blev generaladjutant 1836. Cederström blev riddare av Svärdsorden 1814 och kommendör av Svärdsorden 1841.